# HMS St Vincent (1908)
La HMS St Vincent fu la prima delle tre corazzate monocalibre della classe St Vincent costruite per la Royal Navy nel primo decennio del XX secolo. Dopo l'entrata in servizio nel 1910 passò l'intera carriera nella Home e Grand Fleet, servendo spesso come nave ammiraglia. Oltre a partecipare alla battaglia dello Jutland nel maggio 1916, nella quale colpì un incrociatore da battaglia tedesco, e all'inconclusiva azione del 19 agosto, il suo servizio durante la prima guerra mondiale consistette soprattutto in pattugliamenti di routine e addestramento nel Mare del Nord. Alla fine della guerra la nave fu considerata obsoleta e fu messa in riserva ed utilizzata come nave scuola. La St Vincent fu venduta per essere demolita nel 1921 e smantellata l'anno seguente. 
La nave deve il suo nome all'ammiraglio John Jervis, I conte di St Vincent, vincitore della battaglia di Capo San Vincenzo.

## Progetto e descrizione
Il progetto della classe St. Vincent fu derivato da quello della classe Bellerophon, con un piccolo aumento di taglia, corazzatura e un armamento più potente. La Vanguard aveva una lunghezza fuori tutto di 163, a m, un baglio massimo di 25,6 m e un'immersione di 8,5 m. Dislocava 20 000 t con carico normale e 23 200 t a pieno carico. Nel 1911 l'equipaggio consisteva in 759 tra ufficiali e marinai e nel 1915 in 835 effettivi.
La St Vincent era propulsa da due set di turbine a vapore Parsons, ognuno collegato a 2 eliche, che utilizzavano il vapore di 18 caldaie Babcock & Wilcox a carbone. Le turbine erano da 18 300 kW per poter sviluppare una velocità di 21 nodi. Durante le prove in mare del 17 dicembre 1909, raggiunse la velocità di 21,7 nodi da 21 042 kW. La St Vincent aveva un'autonomia di 6 900 miglia nautiche alla velocità di crociera di 10 nodi.

### Armamento e corazzatura
La classe St. Vincent era equipaggiata con dieci cannoni Mk XI da 305 mm in cinque torrette binate, tre sull'asse di simmetria e le altre due sui fianchi. Le torrette sull'asse erano designate 'A', 'X' e 'Y', da prua a poppa, e le torrette di sinistra e dritta erano rispettivamente la 'P' e la 'Q'. L'armamento secondario, pensato contro le torpediniere, consisteva in 20 cannoni Mk VII da 102 mm. Questi cannoni erano installati a coppie sul tetto delle tre torrette centrali e sulle due laterali su affusti non schermati. I rimanenti 10 erano posizionati sulla sovrastruttura. Le navi avevano anche tre tubi lanciasiluri da 450 mm, uno su ogni fiancata più uno a poppa, e quattro cannoni a salve da 47 mm.
La classe St. Vincent aveva una cintura corazzata al galleggiamento di corazza cementata Krupp da 254 mm tra le barbette di prua e poppa che si riduceva a 51 mm a prua e a poppa fino alle estremità. Sopra la cintura c'era un corso di fasciame corazzato da 203 mm. Paratie trasversali da 127 a 203 mm chiudevano la parte più spessa della cintura corazzata.
Le tre barbette centrali erano protette da una corazzatura di 229 mm sul ponte principale, che si assottigliava fino a 127 mm sotto di esso. Le barbette laterali erano simili, solo che avevano una corazza di 254 mm sul ponte. Le torrette avevano le superfici laterali di 279 mm e coperture da 76 mm. I tre ponti corazzati variavano in spessore tra 19 e 76 mm. I lati della torre di comando erano protetti da lastre da 279 mm, anche se il retro e la copertura erano rispettivamente da 203 e 76 mm. le navi furono le prime britanniche ad avere paratie anti-siluro, spesse da 19 a 76 mm, che ricoprivano lo scafo tra i magazzini di prua e poppa.

#### Modifiche
I cannoni sulla torretta prodiera furono rimossi nel 1911-1912 sulle altre navi. Due anni dopo, furono montati schermi su quasi tutti gli affusti della sovrastruttura e la struttura del ponte fu allargata alla base dell'albero tripode di prua e eliminati un paio di cannoni dalla parte prodiera della sovrastruttura. Durante il primo anno di guerra fu installato un sistema di puntamento sull'albero a tripode prodiero. Nello stesso periodo la base della sovrastruttura prodiera fu ricostruita per ospitare otto cannoni da 102 mm e quelli sulle torrette furono rimossi, portandone il numero totale a 14. Un paio di cannoni da 76 mm contraerei furono aggiunti.
Circa 51 t di corazzatura furono aggiunti sul ponte dopo la battaglia dello Jutland nel maggio 1916. Nell'aprile 1917 le tre navi montavano 13 cannoni da 102 mm più due cannoni singoli da 102 e 76 mm contraerei. Il tubo lanciasiluri di poppa fu rimosso nel 1917-1918 e la St Vincent fu equipaggiata per operare palloni aerostatici. Nel 1918 fu montato un telemetro per angoli elevati sopra la coffa d'avvistamento.

## Costruzione e servizio
La St Vincent, chiamata come l'ammiraglio della flotta John Jervis, 1º conte di St Vincent, fu ordinata il 26 ottobre 1907. Fu impostata alla base navale di Portsmouth nella stessa data, varata il 10 settembre 1908 e completata nel maggio 1909. Incluso l'armamento, la nave costò tra 1 579 970 e 1 754 615 £. Entrò in servizio il 3 maggio 1910 e fu assegnata alla Prima Divisione della Home Fleet come ammiraglia in seconda. Era comandata dal capitano di vascello Douglas Nicholson ed era presente a Torbay quando re Giorgio V visitò la flotta a fine luglio. La St Vincent partecipò anche alla rivista della flotta per l'incoronazione a Spithead il 24 giugno 1911. Il 1º maggio 1912 la Prima Divisione fo rinominata 1st Battle Squadron. la nave partecipò alla rivista navale del parlamento il luglio 1912 sempre a Spithead prima di iniziare un lungo raddobbo. Il 21 aprile 1914 entrò nuovamente in servizio e riprese il suo ruolo di ammiraglia in seconda del 1st BS per il contrammiraglio Hugh Evan-Thomas.

### Prima guerra mondiale
Tra il 17 e il 20 luglio 1914, la St Vincent prese parte ai test di mobilitazione e alla rivista della flotta come parte della risposta britannica alla crisi di luglio. Arrivò a Portland il 27 luglio e due giorni dopo le fu ordinato di procedere col resto della flotta verso Scapa Flow per maggiore protezione da possibili attacchi sottomarini tedeschi. Nell'agosto 1914, dopo lo scoppio della guerra, la Home fleet fu rinominata Grand Fleet e posta al comando dell'ammiraglio John Jellicoe. La sera del 22 novembre 1914 la Grand Fleet condusse un'infruttuosa caccia al nemico nella metà meridionale del Mare del Nord. La St Vincent era con il corpo principale in appoggio agli incrociatori del 1st Battlecruiser Squadron del viceammiraglio David Beatty. La flotta ritornò in porto a Scapa il 27 novembre. Il 1st Battle Squadron incrociò a nord ovest delle isole Shetland e condusse esercizi di tiro tra l'8 e il 12 dicembre. Quattro giorni dopo la Grand Fleet lasciò la base durante il raid tedesco su Scarborough, Hartlepool e Whitby ma fallì nell'ingaggiare la Hochseeflotte. La St Vincent e il resto della Grand Fleet incrociarono nuovamente nel Mare del Nord tra il 25 e il 27 dicembre. Le navi di Jellicoe, inclusa la St Vincent, svolsero esercizi di tiro tra il 10 e il 13 gennaio 1915 ad ovest delle Orcadi e delle Shetland. La sera del 23 gennaio il grosso della Grand Fleet salpò in supporto degli incrociatori di Beatty ma la flotta era troppo distante per poter prendere parte alla battaglia di Dogger Bank il giorno seguente. Tra il 7 e il 10 marzo la Grand Fleet incrociò nel Mare del Nord settentrionale svolgendo manovre d'addestramento. Una simile sortita si svolse anche tra il 16 e il 19 marzo. L'11 aprile la Grand Fleet salpò per un pattugliamento del Mare del Nord centrale e ritornò in porto il 14 dello stesso mese. Un simile pattugliamento avvenne tra il 17 e il 19 aprile, seguito da esercitazioni di tiro al largo delle Shetland.
La Grand Fleet incrociò nel Mare del Nord centrale tra il 17 e il 19 maggio e dal 29 al 31 dello stesso mede senza incontrare alcuna nave tedesca. Tra l'11 e il 14 giugno la flotta svolse esercitazioni di tiro ad ovest delle Shetland. L'8 luglio re Giorgio V ispezionò il personale della Seconda Divisione a bordo della St Vincent durante la sua visita a Scapa e la Grand Fleet condusse addestramento al largo delle Shetland a partire da tre giorni dopo. Tra il 2 e il 5 settembre la flotta salpò per un nuovo pattugliamento del Mare del Nord settentrionale e svolse esercizi di tiro. Per il resto del mese la Grand Fleet svolse numerosi altri esercizi d'addestramento. La nave, insieme alla maggior parte della Grand Fleet, incrociò nel Mare del Nord tra il 13 e il 15 ottobre. Quasi tre settimane dopo la St Vincent partecipò in un nuovo addestramento di flotta ad ovest delle Orcadi tra il 2 e il 5 novembre. Fu sollevata dal ruolo di ammiraglia quando, lo stesso mese, la Colossus diventò la nuova ammiraglia della squadra.
Il 26 febbraio 1916 la flotta partì per incrociare nel Mare del Nord. Jellicoe intendeva usare la Harwich Force di incrociatori e cacciatorpediniere per pattugliare la baia di Helgoland, ma il maltempo bloccò le operazioni nella zona sud del Mare del Nord. Come risultato l'operazione fu confinata a nord. Un nuovo pattugliamento iniziò il 6 marzo ma dovette essere sospeso il giorno seguente quando il tempo diventò troppo severo per i cacciatorpediniere di scorta. La notte del 25 marzo la St Vincent e il resto della flotta salparono da Scapa Flow in supporto agli incrociatori di Beatty e ad altre forze leggere che stavano attaccando la base tedesca di Zeppelin di Tønder. Per quando la Grand Fleet arrivò nell'area le forze tedesche e britanniche s'erano già disingaggiate e una forte burrasca metteva in pericolo le unità minori. Fu quindi ordinato di ritornare alla base. Il 21 aprile la Grand Fleet svolse una dimostrazione davanti all'Horns Rev per distrarre i Tedeschi mentre la Marina Imperiale Russa posava nuovamente i suoi campi minati difensivi nel Baltico. La flotta ritornò a Scapa Flow il 24 aprile e dopo essersi rifornita fece rotta per il sud in risposta a un messaggio dell'intelligence che riportava l'intenzione tedesca di lanciare un raid su Lowestoft, ma arrivò quando i Tedeschi si erano ormai ritirati. Tra il 2 e il 4 maggio la flotta svolse una nuova dimostrazione davanti all'Horns Rev per mantenere l'attenzione tedesca sul Mare del Nord.

#### Battaglia dello Jutland
In un tentativo di stanare e distruggere una porzione della Grand Fleet, la Hochseeflotte, composta da 16 dreadnought, 6 pre-dreadnought e altre navi di supporto, lasciò la baia di Jade la mattina del 31 maggio 1916. La flotta navigava in congiunto a 5 incrociatori da battaglia del contrammiraglio Franz von Hipper. La Room 40 della Royal Navy intercettò e decrittò il traffico radio tedesco contenente i piani dell'operazione. In risposta l'ammiragliato ordinò alla Grand Fleet, un totale di 28 corazzate e 9 incrociatori da battaglia, di salpare di notte per intercettare e distruggere la Hochseeflotte. La St Vincent, al comando del capitano di vascello William Fisher, era assegnata alla Quinta Divisione del 1st Battle Squadron. Poco dopo le 14:20, Fisher trasmise all'ammiraglia della flotta, la Iron Duke, che la sua nave stava captando forti segnali radio sulla stessa frequenza usata solitamente dalla Hochseeflotte che implicava quindi una presenza vicina del nemico. Ulteriori rilevamenti furono segnalati alle 14:52.
Quando la Grand Fleet iniziò il dispiegamento della linea di battaglia a partire dalle 18:15 la quinta divisione si trovò sul retro della formazione. La St Vincent, la ventesima nave in linea di fila, fu brevemente obbligata a fermarsi per evitare di superare le navi che le stavano davanti che avevano dovuto rallentare ad una velocità di 14 nodi per poter permettere agli incrociatori di posizionarsi alla testa della formazione. Durante la prima fase della battaglia la nave iniziò a sparare alcuni colpi dai suoi cannoni principali verso il già danneggiato incrociatore leggero SMS Wiesbaden alle 18:33, anche se non si sa quanti colpi andarono a segno. Tra le 18:40 e le 19:00 la nave manovrò due volte lontano da due possibili siluri che si fermarono poco prima di impattare contro la nave. Dalle 19:10 la St Vincent iniziò a sparare contro ciò che all'inizio fu reputata una corazzata nemica ma che si scoprì poi essere l'incrociatore da battaglia tedesco SMS Moltke, colpendo il bersaglio due volte prima che il bersaglio sparisse nella nebbia. Il primo proiettile penetrante fu probabilmente deviato e colpì il ponte superiore davanti al ponte di comando. Distrusse l'infermeria e danneggiò leggermente le sovrastrutture attorno causando falle poco importanti. Un uomo nel torrione di comando fu ferito da una scheggia. Il secondo colpo penetrò la corazzatura posteriore della torretta soprelevata poppiera, distruggendola e scatenando un piccolo incendio velocemente spento dall'equipaggio. Questa fu l'ultima volta che la St Vincent usò i suoi cannoni in battaglia. La nave sparò un totale di 98 proiettili da 305 mm (90 ad alto potenziale e 8 normali).

#### Attività seguente
Dopo la battaglia la nave fu trasferita al 4th Battle Squadron. La Grand Fleet salpò il 18 agosto per tendere un'imboscata alla Hochseeflotte che stava navigando nel Mare del Nord meridionale, ma una serie di comunicazioni errate ed errori bloccarono Jellicoe dall'intercettare la flotta tedesca prima che ritornasse in porto. Due incrociatori leggeri furono affondati da U-Boot tedeschi, spingendo Jellicoe a decidere di non rischiare più le sue unità principali a sud di 55° 30' N a causa dell'alto numero di sommergibili e mine nemici. L'Ammiragliato concordò e decise che la Grand Fleet non avrebbe lasciato il porto se non a causa di un tentativo d'invasione tedesco o se ci fosse stata una buona possibilità di ingaggiare il nemico in condizioni ideali.
Il 24 aprile 1918 la St Vincent si trovava a Invergordon per riparazioni quando lei e la corazzata Hercules furono richiamate a Scapa Flow quando la Hochseeflotte si diresse a nord per intercettare un convoglio per la Norvegia. Non fu nelle condizioni di lasciare il porto prima che i tedeschi fossero tornati indietro a causa di problemi al motore del Moltke. La nave fu presente a Rosyth alla resa della flotta tedesca il 21 novembre 1918. Nel marzo 1919 fu posta in riserva e diventò una nave scuola per artiglieri a Portsmouth. La St Vincent diventò ammiraglia della Reserve Fleet in giugno e nel dicembre dello stesso anno fu sollevata dal ruolo di nave scuola quando fu trasferita Rosyth. Rimase lì fino a quando nel marzo 1921 fu posta nella lista di vendita come obsoleta. Fu venduta alla Stanlee Shipbreaking & Salvage Co. a peso del ferro il 1º dicembre 1921 e trainata a Dover per la demolizione nel marzo 1922.